# 대물 소총

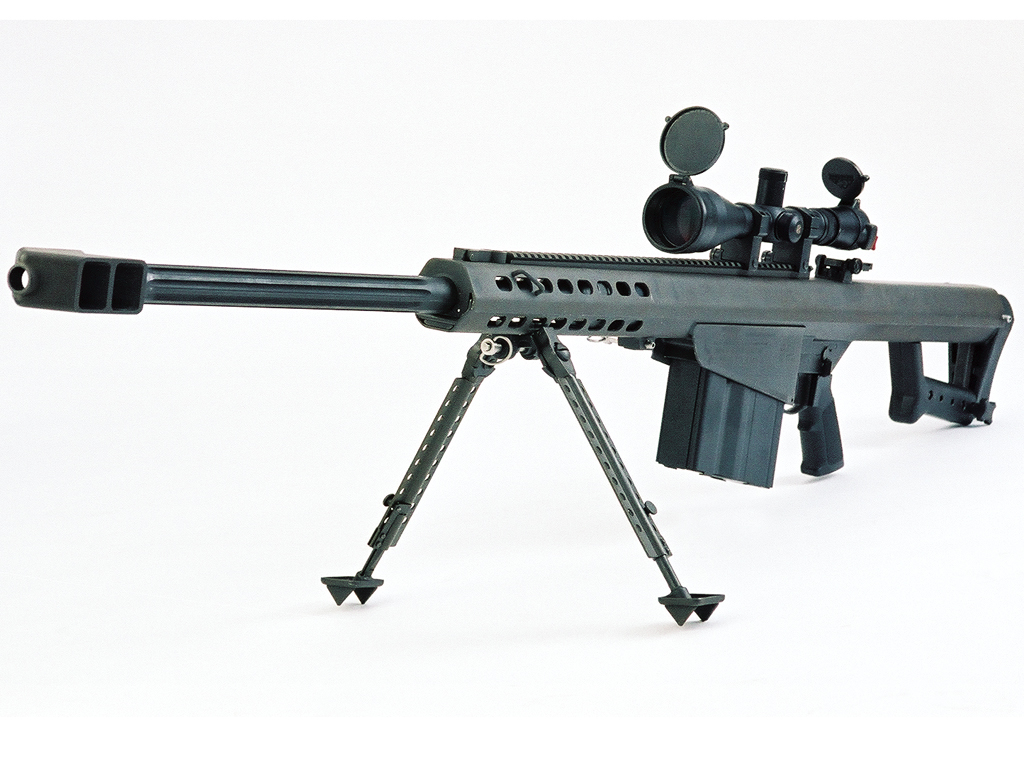
배럿 M82 .50 BMG 대물 소총

대물 소총(對物小銃, 영어: Anti-materiel rifle, AMR)은 군사 장비, 구조물 및 기타 하드웨어(물자) 표적에 사용하도록 설계된 소총이다. 대물 소총은 기존 소총보다 훨씬 더 큰 구경을 가지고 있으며 엔진, 비장갑 또는 경장갑 표적과 같은 장비를 제거하는 데 사용된다. 원래 인간 표적에 사용하도록 설계되지는 않았지만 대물 소총의 총알 무게와 속도는 지정된 저격 소총과 비교해도 탁월한 장거리 능력을 제공한다. 대물소총은 볼트액션식과 반자동식으로 모두 제작된다.
대물소총은 제1차 세계 대전 당시 탄생한 대전차소총에서 유래됐다. 현대식 탱크와 대부분의 장갑차량은 대물소총의 영향을 받기에는 너무 잘 보호되어 있지만 총은 여전히 비무장 또는 경장갑 차량에 대한 공격에 효과적이다. 또한 고정된 적 항공기, 미사일 발사기, 레이더 장비, 불발탄, 소형 선박, 통신 장비, 승무원용 무기 및 유사한 목표물에 사용할 수도 있다. 이것들의 가치는 상대적으로 저렴한 비용으로 장거리에서 적 자산을 정확하게 타겟팅하고 무력화할 수 있는 능력에 있다.

## 같이 보기
- 지정사수소총
- 대전차포